# جاكوب لاندو
جاكوب لاندو (بالإنجليزية: Jacob Landau)‏ هو صحفي ومحامي أمريكي، ولد في 10 أبريل 1934 في إنغلوود في الولايات المتحدة، وتوفي في 9 أغسطس 2008 في مقاطعة أرلنغتون في الولايات المتحدة.